# Der Spiegel
Der Spiegel (phát âm tiếng Đức: [deːɐ̯ ˈʃpiːɡl̩], n.đ. '"Tấm gương"') là một trong các tuần báo được biết đến nhiều nhất ở Đức. Tờ báo tự gọi mình là "tạp chí tin tức có số lượng xuất bản lớn nhất châu Âu và quan trọng nhất của Đức".

## Lịch sử
Ngay từ trước Chiến tranh thế giới thứ nhất, một tờ báo có tên là Der Spiegel đã được Lion Feuchtwanger ở München xuất bản và sau đó hợp nhất với tờ Schaubühne của Siegfried Jacobsohn trong tháng 11 năm 1908.
Ấn bản đầu tiên sau chiến tranh của Der Spiegel được phát hành vào ngày 4 tháng 1 năm 1947, một ngày thứ Bảy, ở Hannover như là tờ báo kế tục tờ Diese Woche, là một tờ báo theo gương mẫu của các tạp chí tin tức Anh-Mỹ. Một vài biên tập viên Đức trẻ tuổi của Diese Woche, dẫn đầu là Rudolf Augstein, đã cố gắng thực hiện các yêu cầu cho một báo chí đứng đắn và mang tính phê bình và cũng đã không miễn trừ việc phê phán quân đội đồng minh. Chính phủ London và ba nước đồng minh còn lại đã phản đối hình thức khai sáng này và vứt bỏ tờ tạp chí bằng cách giao Diese Woche lại cho người Đức.
Rudolf Augstein được cấp giấy phép xuất bản và đổi tên tờ tạp chí thành Der Spiegel. Bắt đầu từ số phát hành đầu tiên trong tháng 1 năm 1947 ông là người chịu trách nhiệm phát hành và là tổng biên tập. Ông là nhà xuất bản cho đến khi qua đời vào ngày 7 tháng 11 năm 2002. Cho đến nay người xuất bản trên báo vẫn là tên của ông.

## Phát triển

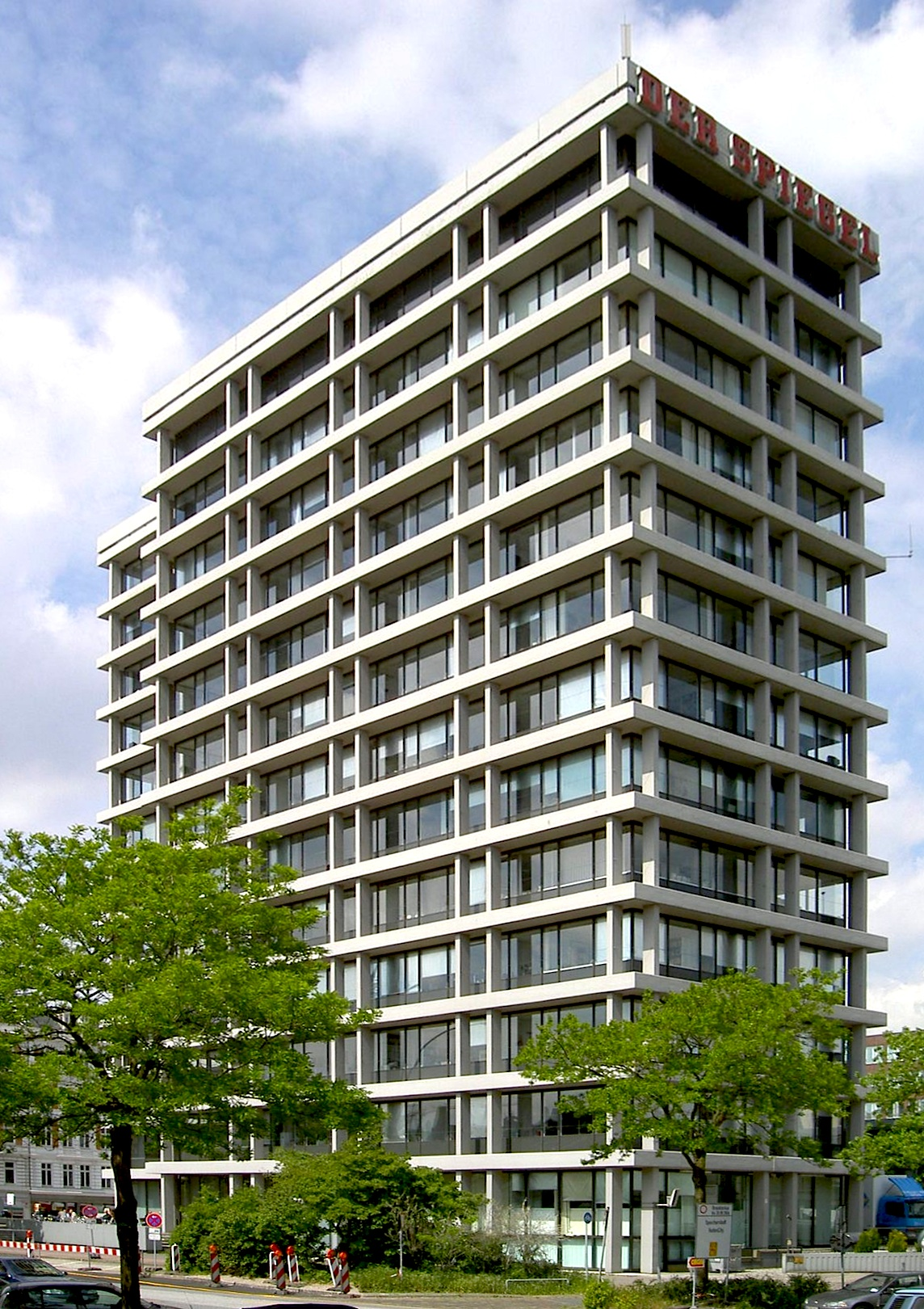
Trụ sở chính của Spiegel tại Hamburg

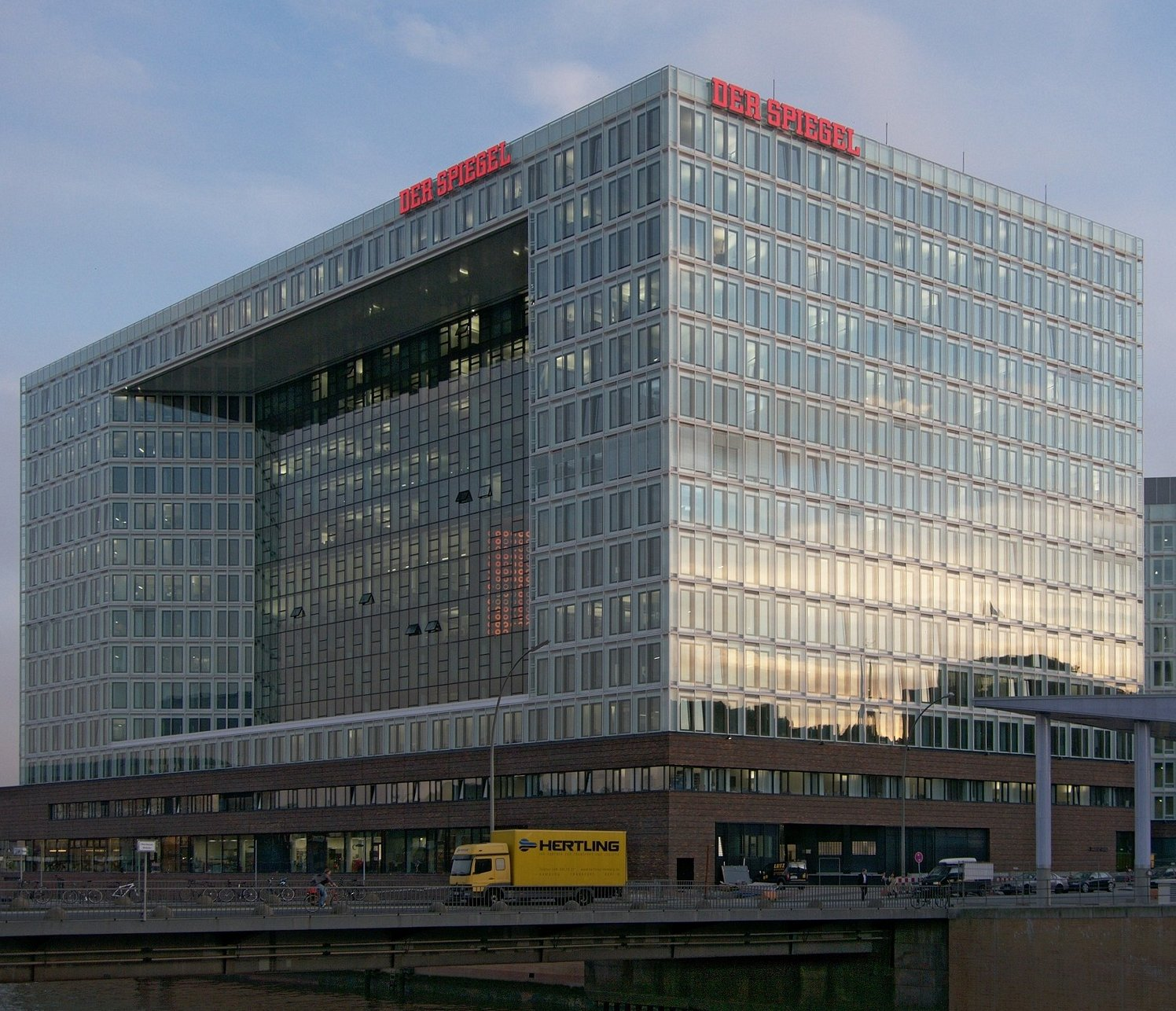
Trụ sở mới của Spiegel tại Hamburg, từ năm 2011

Tờ tạp chí đã bị tranh cãi ngay từ đầu. Ngay trong giai đoạn thành lập đã có xung đột với cơ quan cấp giấy phép Anh.
Ngay từ đầu Der Spiegel đã có ảnh hưởng tương đối lớn. Sau bê bối Spiegel ảnh hưởng của tờ báo lại càng lớn mạnh; thông qua số lượng ấn bản tăng vọt, quyền lực kinh tế cũng tăng lên đáng kể và qua đó là ảnh hưởng về chính trị cũng tăng lên. Vụ Spiegel trong năm 1962 đã dẫn đến việc nhiều tầng lớp rộng rãi, đặc biệt là những người thuộc thế hệ trẻ và giới trí thức phê phán đã cổ vũ  tờ tuần báo và qua đó là ủng hộ tự do ngôn luận và báo chí. (Peter Glaser).
Sau khi tờ tạp chí cạnh tranh Focus ra đời đã có nhiều thay đổi. Focus đã được chủ ý soạn thảo như là cực đối nghịch và là một lựa chọn khác của Spiegel. Uli Baur, tổng biên tập của Focus bên cạnh Helmut Markwort, đã tóm tắt đường lối biên tập của Focus dựa vào câu nói nổi tiếng của Augstein (...khi hoài nghi thì đứng về phía tả)  một cách rõ rệt: "Nếu như Der Spiegel đứng về phía tả khi hoài nghi thì chúng tôi đứng về phía hữu khi hoài nghi."
Từ giữa thập niên 1990, dưới quyền của tổng biên tập Stefan Aust và có thể là dưới ấn tượng của tờ báo cạnh tranh, giới quan sát đã nhận ra một chiều hướng của Spiegel đi đến các quan điểm thuộc về chủ nghĩa tân tự do (neo-liberalism). Đồng thời người ta cũng cho rằng một phần tờ báo đã trở thành báo khổ nhỏ và mất đi chiều sâu phân tích trong khi các bài báo vẫn không thay đổi nhiều về độ dài và tính thời sự.
Ảnh hưởng báo chí của tờ báo đã giảm đi. Theo một thăm dò ý kiến trong 1.536 nhà báo người Đức vào mùa xuân 2005, 33,8% những người được hỏi vẫn xem Spiegel là tờ báo dẫn đầu trong khi 34,6% bỏ phiếu cho nhật báo Süddeutsche Zeitung. Trong năm 1993, 2/3 các nhà báo được hỏi vẫn cho biết còn xem Spiegel là tờ báo dẫn đầu.

## Biên niên sử
Tháng 11 năm 1946 tiền thân của Der Spiegel là tờ Diese Woche dưới quyền của tổng biên tập Rudolf Augstein nhận được giấy phép xuất bản của lực lượng chiếm đóng quân đội Anh và được người đọc đón nhận nồng nhiệt với lượng xuất bản là 1.500 tờ báo. Ngày 4 tháng 1 năm 1947 số đầu tiên của Spiegel được xuất bản tại Hannover. Tờ báo lại được tiếp tục đón nhận nồng nhiệt với số lượng xuất bản là 15.000 tờ. Lượng xuất bản chỉ bị hạn chế duy nhất bởi việc phân bổ giấy in thông qua quân đội Anh.
Năm 1950 Der Spiegel lật tẩy việc hối lộ các nghị sĩ của Quốc hội Liên bang Đức trong việc bỏ phiếu cho Bonn thay vì Frankfurt am Main để trở thành thủ đô liên bang. Augstein được mời lấy lời khai như là nhân chứng nhưng lại dựa vào quyền giữ bí mật của báo chí về nguồn thông tin đáng tin cậy. Năm 1952 là Vụ Schmießer. Hans Konrad Schmeißer, nguyên là nhân viên của tình báo Pháp, đã khẳng định nguyên thủ tướng liên bang Konrad Adenauer, trợ lý bộ trưởng Blankenhorn và tổng lãnh sự Reifferschied đã cộng tác với tình báo Pháp và đã cung cấp tin tức cho một nhân viên mật vụ Pháp.  Năm 1961 số lượng phát hành bán được lên đến 437.000 tờ.
Vụ Spiegel: Vào ngày 10 tháng 10 năm 1962 một bài báo với đầu đề là Bedingt abwehrbereit (Chỉ sẵn sàng chống cự có điều kiện) được đăng trên Spiegel, trong đó biên tập viên chịu trách nhiệm là Conrad Ahlers cho rằng khối NATO và nước Cộng hòa Liên bang Đức có thể không chống cự lại được một cuộc tấn công của quân đội Xô Viết. Vào ngày 16 tháng 10 năm 1962 tòa nhà xuất bản của Spiegel ở Hamburg và tòa soạn tại Bonn bị khám xét. Đã có lệnh bắt giam cáo buộc về tội phản bội tổ quốc, giả mạo có tính cách phản bội tổ quốc và hối lộ. Rudolf Augstein được thả tự do sau 103 ngày. Vào ngày 13 tháng 5 năm 1965 Tòa án Liên bang Đức tuyên bố kết thúc vụ án không đưa ra xét xử vì thiếu bằng chứng.
Trong năm 1969 số lượng phát hành của Der Spiegel là 953.000 tờ đã bán được.

Ảnh bìa của đặc san Spiegel special số 05/2006 với tựa đề Cuộc chiến vì nguyên liệu

Vào đầu thập niên 1970 Der Spiegel có gần 900 nhân viên, trong số đó có tròn 400 người làm việc trong ban biên tập, 100 người trong bộ phân tư liệu cũng như gần 400 người trong các phòng thương nghiệp và kỹ thuật. Năm 1970 tạp chí kinh tế manager magazin được thành lập do một công ty con của nhóm Spiegel phát hành. Trong năm 1972 số lượng người đọc có vào khoảng 6 triệu người, tương đương với 12% của tất cả những người trên 14 tuổi sống trong nước Cộng hòa Liên bang Đức và Tây Berlin. Thành phần số phát hành ở nước ngoài chiếm vào khoảng 10-15%. Số lượng phát hành là 932.000 tờ được bán.
Năm 1974 nguyên thủ tướng Đức Willy Brandt đã gọi tờ Spiegel là "ein Scheißblatt" ("tờ báo như cứt"). Năm 1975 phóng viên của Spiegel đã bị trục xuất ra khỏi nước Cộng hòa Dân chủ Đức (DDR) vì cố tình vi phạm quy định luật lệ. Năm 1978 văn phòng của báo tại DDR bị đóng cửa sau một tường thuật mang nhiều tính phê phán về việc cưỡng bức nhận con nuôi. Việc này được xem là can thiệp vào nội bộ của DDR.
Năm 1982 là Vụ Flick và Vụ Neue Heimat và kế tiếp theo đó trong năm 1987 là Vụ Barschel. Nhà báo Theo Sommer đã nói về việc này trên tờ ZEIT: "Nước cộng hòa mang ơn Spiegel vì khám phá này." Năm 1988 là Vụ COOP. Trong năm 1989 Erich Honecker nói về báo Spiegel: "Vâng, Der Spiegel là một tờ báo hay, thứ Hai nào tôi cũng đọc."
Năm 1990  tờ Spiegel lần đầu tiên vượt qua được ngưỡng 1 triệu với số lượng ấn bản bán được là 1.050.000.
Vào ngày 18 tháng 1 năm 1993 số phát hành đầu tiên của tờ Focus ra đời. Số lượng phát hành của tờ Spiegel giảm đi hơn 10% và số trang quảng cáo cũng giảm đi hơn 12%. Trong năm 1995 số lượng người đọc lên đến hơn 7 triệu người. Chương trình truyền hình Spiegel TV và đặc san Spiegel Special ra đời, mang lại 12% doanh thu cho Spiegel trong năm 1996 (542 triệu DM).

## Tổng biên tập
- 1962–1968: Claus Jacobi
- 1969–1973: Günter Gaus
- 1973–1986: Erich Böhme và Johannes K. Engel
- 1986–1989: Erich Böhme và Werner Funk
- 1989–1994: Wolfgang Kaden và Hans Werner Kilz
- 1994-2008: Stefan Aust
- 2008–2011: Mathias Müller von Blumencron và Georg Mascolo
- 2011–2013: Georg Mascolo
- 2013–nay:Wolfgang Büchner

## Spiegel Online
Spiegel Online được thành lập năm 1994. Cùng chung với manager-magazin.de và Quality Channel, doanh nghiệp này thuộc về Công ty TNHH SPIEGELnet, một công ty con của nhà xuất bản. Viết bài cho Spiegel Online là một ban biên tập bao gồm 50 người, một số tin tức được thu nhận từ các hãng thông tấn xã (AFP, AP, ddp, dpa, gms, Reuters, sid, vwd).

## Phê bình báo Spiegel

Hình bìa báo Der Spiegel ngày 17 tháng 9 năm 2005 với tít Làm gì khi là thủ tướng?

Trong thời gian 1956/1957, tròn 10 năm sau khi Der Spiegel ra đời, Han Magnus Enzensberger, một nhà thơ, nhà văn, dịch giả và biên tập người Đức, đã viết một bài phân tích mang tính phê phán về "ngôn ngữ của tờ Der Spiegel" mà trong đó ông đã đưa ra một loạt các luận điểm cho rằng ngôn ngữ của Spiegel làm tối đi những gì muốn nói. Tờ tạp chí tin tức Đức không phải là một tờ tạp chí tin tức, Spiegel không phê phán, người đọc báo Spiegel không được định hướng mà ngược lại bị mất phương hướng. Enzensberger cũng không xét lại các quan điểm này ngay cả sau Vụ Spiegel. Ông nhìn tờ Spiegel như là một tiềm năng nguy hiểm cho nền dân chủ Đức. Mặc dù vậy, ông cũng đã nhấn mạnh trong thập niên 1950 rằng không thể thiếu tờ Spiegel cho đến khi có một cơ quan phê phán khác trong nước Đức có thể thay thế được tờ báo này.
Wolf Schneider, một nhà báo và nhà phê bình về ngôn ngữ, gọi tạp chí này là người làm hỏng ngôn ngữ Đức. Trích dẫn từ Spiegel như là thí dụ xấu đóng một vai trò quan trọng trong các quyển sách về chính tả của ông. Hiện nay chuyên mục "Zwiebelfish" về các trường hợp rắc rối của tiếng Đức là một trong những chuyên mục được ưa thích nhất của báo Der Spiegel.
Trong năm 2005 liên quan đến việc bầu cử Quốc hội Liên bang Đức, cùng với tạp chí Stern và Nhật báo Bild (Bild-Zeitung), Der Spiegel đã bị phê phán là đã viết ủng hộ cho việc loại bỏ chính phủ của liên minh SPD và Đảng Xanh. Trong lúc đang tranh cử, Der Spiegel đã dùng nhiều bài báo chính để phê phán SPD và Đảng Xanh và thường phác họa Angela Merkel một cách thân thiện.